# Takahasi Hana
Takahasi Hana (高橋 はな) (Kavagucsi, 2000. február 19. –) japán válogatott labdarúgó.

## Klub
A labdarúgást az Urawa Red Diamonds csapatában kezdte.

## Nemzeti válogatott
2019-ben debütált a japán válogatottban. A japán válogatottban 3 mérkőzést játszott.

## Statisztika
| Japán válogatott | Japán válogatott | Japán válogatott |
| Időszak          | Mérk.            | gól              |
| ---------------- | ---------------- | ---------------- |
| 2019             | 1                | 0                |
| 2020             | 0                | 0                |
| 2021             | 2                | 0                |
| Összesen         | 3                | 0                |